# René Corona
René Corona es un deportista mexicano que compitió en atletismo adaptado y natación adaptada. Ganó cuatro medallas en los Juegos Paralímpicos de Verano en los años 1976 y 1980.

## Palmarés internacional
| Juegos Paralímpicos | Juegos Paralímpicos   | Juegos Paralímpicos | Juegos Paralímpicos |
| Año                 | Lugar                 | Medalla             | Prueba              |
| ------------------- | --------------------- | ------------------- | ------------------- |
| 1976                | Toronto (Canadá)      | Medalla de plata    | 1500 m 4            |
| 1976                | Toronto (Canadá)      | Medalla de bronce   | 4 × 60 m 2-5        |
| 1980                | Arnhem (Países Bajos) | Medalla de plata    | 4 × 100 m 2-5       |

| Juegos Paralímpicos | Juegos Paralímpicos   | Juegos Paralímpicos | Juegos Paralímpicos |
| Año                 | Lugar                 | Medalla             | Prueba              |
| ------------------- | --------------------- | ------------------- | ------------------- |
| 1980                | Arnhem (Países Bajos) | Medalla de bronce   | 4 × 50 m libre 2-6  |